# بانک سینوپاک
بانک سینوپاک (انگلیسی: Bank SinoPac) شرکت خدمات مالی و بانکداری تایوانی است، که در سال ۱۹۹۲ تأسیس شد.